# Autoctono (mitologia)
Nella mitologia greca, un autoctono (dal greco antico αὐτός?, autòs, "stesso" e χθών, chthòn, "suolo") era un essere nato spontaneamente dalla terra, senza l'intervento di genitori mortali o divini.
Molti fondatori delle più antiche poleis greche erano considerati autoctoni. Il concetto si contrappone a quello di colono, che era invece un fondatore proveniente da un'altra regione.

## Mitologia

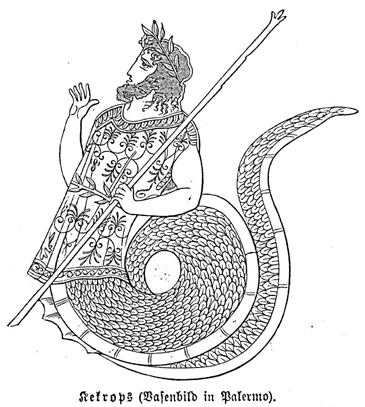
Cecrope di Atene

Il fondatore e primo re di Atene, Cecrope, era considerato autoctono e nato con la parte inferiore del corpo a forma di serpente, che era considerato un simbolo della terra stessa. Anche altri re di Atene, tra cui Cranao e Anfizione, erano, in certe tradizioni, autoctoni. Il primo re della Laconia, Lelego, della Beozia, Ogigo, e dell'Arcadia, Pelasgo, erano parimenti considerati autoctoni.
Il mito presenta alcune varianti, e alcuni autoctoni nascono dalla terra tramite un intervento umano o divino: Cadmo, il primo re di Tebe, fu aiutato nella fondazione della città dagli Sparti, esseri nati dai denti di un drago gettati nella terra. Nel mito di Deucalione e Pirra, la coppia gettò dei massi nella terra, e da quelli gettati da Deucalione nacquero gli uomini, mentre da quelli gettati da Pirra nacquero le donne. Erittonio, un altro re mitologico di Atene considerato autoctono, nacque in realtà dal seme di Efesto disperso sulla terra.

## Interpretazione
Il mito dell'autoctonia riflette la convinzione degli storici o delle tribù stesse di essere i primi umani ad abitare la loro terra, e fu probabilmente sviluppato per rafforzare l'autonomia delle poleis e il legame tra i cittadini e la loro patria.
Il concetto sopravvisse all'ambito della mitologia, e fu applicato anche dagli storici antichi, in riferimento a vari popoli: il termine appare dal V secolo a.C., negli scritti di Erodoto e di Tucidide, e fu impiegato anche da Ellanico di Lesbo e Strabone.